# Ann Sothern
Ann Sothern (Harriette Arlene Lake: Valley City, Dakota del Nord, 22 de gener de 1909 - Ketchum, Idaho, 15 de març de 2001) va ser una actriu estatunidenca de cinema i televisió.

## Biografia
Ann Sothern roda el seu primer film als 18 anys, el 1927. És corista en diversos films com The Show of Shows i a Broadway, on obté el primer paper de les comèdies musicals d'èxit America's Sweetheart i Everybody's Welcome al començament dels anys 1930.
A Broadway el 1931, va tenir un paper important en America's Sweetheart (135 actuacions en les quals va cantar "He Got Five Dollars" i "We'll Be The Same") i en Everybody's Welcome (139 actuacions).
El 1934, Sothern signa un contracte amb Columbia Pictures, però després de dos anys l'estudi l'allibera del seu contracte. El 1936, signa per RKO Pictures i després d'una sèrie de pel·lícules que no van aconseguir atreure a un públic, Sothern abandona RKO i signa per MGM, fent la seva primera pel·lícula per a ells el 1939. Aquest últim estudi li aporta un triomf popular amb la sèrie Maisie, que serà igualment adaptada a la ràdio amb Sothern de 1945 a 1947 i de 1949 a 1953.
Si Ann Sothern és de vegades exclosa per altres actrius (Joan Bennett, Ida Lupino, Anne Baxter amb Fritz Lang), s'obre al contrari a la comèdia musical, el film "viril" (Brother Orchid amb Edward G. Robinson i Humphrey Bogart), on paradoxalment en ambients molt femenins (Cry Havoc de Richard Thorpe amb - entre d' altres - Margaret Sullavan i Joan Blondell, i sobretot A Letter to Three Wives de Joseph Mankiewicz amb Jeanne Crain, Linda Darnell i Celeste Holm - probablement, amb Maisie, el film més famós de Sothern.
En un paper originalment destinat a Jean Harlow, el 1939 la MGM va llançar Sothern amb la pel·lícula Maisie, on interpreta la vulgar ballarina de Brooklyn Mary Anastasia O'Connor, que també fa servir el nom artístic Maisie Ravier. Amb el guió de Mary C. McCall Jr 's, seguint la novel·la de Wilson Collison, Maisie és abandonada sense diners en una petita ciutat de Wyoming, agafa un treball en un ranxo i es converteix en criada atrapada en una xarxa d'embolics romàntics. Després d'anys de lluita, Sothern va tenir el seu primer èxit real, amb les seqüeles còmiques de "Maisie": Congo Maisie (1940), Uncovered Maisie (1947) i Swing Shift Misie (1943). El 1943 la revista Time va elogiar Sothern i la va descriure la seva com "una de les més intel·ligents comiques en el sector". El 24 de novembre de 1941, Sothern fa en el teatre Radio Lux l'adaptació de Maisie com una dama, i la popularitat de la sèrie de films va donar lloc al seu propi programa de ràdio, The Adventures de Maisie, fins al 1953.
El 1949, Sothern va aparèixer en la pel·lícula guanyadora de l'Oscar, A Letter to Three Wives. La pel·lícula va guanyar excel·lents crítiques, però no per estimular la seva carrera. Durant la dècada de 1950, va aparèixer en poques pel·lícules, principalment va aparèixer en diversos espectacles televisius. El 1953, va interpretar el paper principal en la sèrie Secretari Privat. Després d'aquesta sèrie, el 1957, va aparèixer al seu propi programa, El Show d'Ann Sothern.
Des del començament dels anys 1950, l'actriu és molt activa a la televisió: apareix a les sèries Private Secretary de 1953 a 1957, The Ann Sothern Show de 1958 a 1961, i a The Lucy Show al costat de la seva companya Lucille Ball.
Ann Sothern té la particularitat de tenir dues estrelles al Passeig de la Fama de Hollywood.

## Vida privada
Del seu segon matrimoni amb l'actor Robert Sterling (1943-1949 - divorci) va néixer l'actriu Tisha Sterling.

## Filmografia
Les seves pel·lícules més destacades són:
- 1927: Broadway Nights: Bit part
- 1929: Hearts in Exile: Bit Part
- 1929: The Show of Shows: Meet My Sister and Bicycle Built for Two numbers
- 1930: Song of the West: Bit Part
- 1930: Hold Everything: Bit Part
- 1930: Doughboys d'Edward Sedgwick: ballarina
- 1930: Whoopee!: Goldwyn Girl
- 1933: Footlight parade: Chorus Girl
- 1933: Broadway Through a Keyhole: ballarina
- 1933: Let's Fall in Love: Jean Kendall
- 1934: Melody in Spring: Jane Blodgett
- 1934: The Hell Cat: Geraldine Sloane
- 1934: The Party's Over: Ruth Walker
- 1934: Blind Data: Kitty Taylor
- 1934: Kid Milions de Roy Del Ruth: Joan Larrabee
- 1935: Folies Bergère de París: Mimi
- 1935: Eight Bells: Marge Walker
- 1935: Hooray for Love: Patricia 'Pat' Thatcher
- 1935: The Girl Friend: Linda Henry
- 1935: Gran Exit: Adrienne Martin
- 1936: You May Be Next: Fay Stevens
- 1936: Hell-Ship Morgan de Ross Lederman: Mary Taylor
- 1936: Don't Gamble with Love: Ann Edwards
- 1936: My American Wife: Mary Cantillon
- 1936: Walking s'Aire: Kit Bennett
- 1936: Smartest Girl in Town: Frances 'Cookie' Cooke
- 1937: Dangerous Number: Eleanor Breen Medhill
- 1937: There Goes My Girl: Reporter Connie Taylor
- 1937: Fifty Roads to Town: Millicent Kendall
- 1937: El superdetectiu (Super-Sleuth): Mary Strand
- 1937: Danger-Love at Work: Toni Pemberton
- 1937: There Goes the Groom: Betty Russell
- 1937: She's Got Everything: Carol Rogers
- 1938: Trade Winds: Jean Livingstone
- 1939: Maisie: Maisie Ravier, Stage Name for Mary Anastasia O'Connor
- 1939: Hotel for women de Gregory Ratoff: Eileen Connelly
- 1939: Fast and Furious: Garda Sloane
- 1939: Joe and Ethel Turp on the President de Robert B. Sinclair: Ethel Turp
- 1940: Congo Maisie: Maisie Ravier
- 1940: Brother Orchid: Florence 'Flo' Addams
- 1940: Gold Rush Maisie: Maisie Ravier
- 1940: Dulcy de King Vidor: Dulcy Ward
- 1941: Maisie was a Lady: Maisie Ravier
- 1941: Ringside Maisie: Maisie Ravier
- 1941: Lady Be Good: Dixie Donegan Crane
- 1942: Maisie Gets Her Man: Maisie Ravier
- 1942: Panama Hattie: Hattie Maloney
- 1943: Three Hearts for Julia: Julia Seabrook
- 1943: Swing Shift Maisie: Maisie Ravier
- 1943: Cry Havoc, de Richard Thorpe: Pat Conlin
- 1943: Thousands cherr: Ella mateixa
- 1944: Maisie Goes to Reno Harry Beaumont: Maisie Ravier
- 1946: Up Goes Maisie: Maisie Ravier
- 1947: Undercover Maisie: Maisie Ravier
- 1948: April Showers: June Tyme
- 1948: Words and music: Joyce Harmon
- 1949: Cadenes conjugals (A Letter to Three Wives): Rita Phipps
- 1949: The Judge Steps Out: Peggy
- 1950: Nancy goes to Rio: Frances Elliott
- 1950: Shadow on the Wall: Dell Faring
- 1953: The Blue Gardenia: Crystal Carpenter
- 1954: Lady in the Dark (TV): Liza Elliot
- 1958: The Ann Sothern Show (sèrie TV): Katy O'Connor
- 1964: The Best Man): Sue Ellen Gamadge
- 1964: Lady in a Cage: Sade
- 1965: Sylvia: Mrs. Argona / Grace Argona
- 1967: The Outsider (TV): Mrs. Kozzek
- 1968: Chubasco: Angela
- 1971: Congratulations, It's ha Boy! (TV): Ethel Gaines
- 1971: A Death of Innocència (TV): Annie La Cossit
- 1972: The Great Man's Whiskers (TV): Aunt Margaret Bancroft
- 1972: The Weekend Nun (TV): Mare Bonaventure
- 1973: The Killing Kind: Thelma Lambert
- 1974: Golden Needles de Robert Clouse: Fenzie
- 1975: Crazy Mama de Jonathan Demme: Sheba
- 1976: Captains and the Kings (fulletó TV): Mrs. Finch
- 1978: The Manitou: Mrs. Karmann
- 1980: The Little Dracs: Angel
- 1985: A Letter to Three Wives (TV): La meva Finney
- 1987: The Whales of August: Tisha Doughty

fins al 1961. Tots dos programes van tenir èxit i van tenir quatre nominacions als Premis Emmy.

## Premis
| Any  | Categoria                           | Pel·lícula           | Resultat  |
| ---- | ----------------------------------- | -------------------- | --------- |
| 1987 | Oscar a la millor actriu secundària | The Whales of August | Candidata |